# Mus terricolor
Mus terricolor là một loài động vật có vú trong họ Chuột, bộ Gặm nhấm. Loài này được Blyth mô tả năm 1851.
Loài này được tìm thấy ở Ấn Độ, có thể ở Indonesia, Nepal, và Pakistan.